# Rodolfo Neri Vela
Rodolfo Neri Vela (Chilpancingo de los Bravo, 19 febbraio 1952) è un ex astronauta messicano. Ha volato a bordo di una missione dello Space Shuttle della NASA nel 1985 ed è il secondo latinoamericano ad aver viaggiato nello spazio.

## Biografia
Neri è nato a Chilpancingo, Guerrero, Messico. È professore presso il Dipartimento di Telecomunicazioni della Divisione di Ingegneria Elettrica della Facoltà di Ingegneria dell'Università Nazionale Autonoma del Messico (UNAM). Ha origini native americane, spagnole e italiane.

## Educazione
Neri ha frequentato la Scuola Superiore presso la Escuela Nacional Preparatoria 2. Neri ha conseguito una laurea in ingegneria meccanica ed elettrica presso l'Università Nazionale Autonoma del Messico (UNAM) nel 1975 e un master in scienze, specializzato in sistemi di telecomunicazione, nel 1976 presso l'Università dell'Essex, in Inghilterra. Neri ha poi conseguito un dottorato in radiazioni elettromagnetiche presso l'Università di Birmingham nel 1979 e ha svolto un anno di ricerca post-dottorato sulle guide d'onda presso l'Università di Birmingham.

## Carriera
Neri ha lavorato presso l'Institute of Electrical and Electronics Engineers, Stati Uniti; l'Institution of Electrical Engineers, Regno Unito; l'Asociación Mexicana de Ingenieros en Comunicaciones Eléctricas y Electrónicas, Messico; e il Colegio de Ingenieros Mecánicos y Electricistas, Messico.
Inoltre, ha lavorato presso l'Institute of Electrical Research, in Messico, nel gruppo di radiocomunicazioni, svolgendo attività di ricerca e pianificazione di sistemi sulla teoria e la progettazione delle antenne, sui sistemi di comunicazione satellitare e sulla tecnologia delle stazioni terrestri.
Attualmente è anche ricercatore a tempo pieno presso il dipartimento di Ingegneria elettrica della Facoltà di Ingegneria dell'UNAM. Nel 2016 ha partecipato al doppiaggio latinoamericano del film Alla ricerca di Dory come voce narrante della registrazione dell'Istituto di vita marina.